# Museu de Minerais e Rochas Heinz Ebert
Museu de Minerais e Rochas "Heinz Ebert" é um museu localizado na cidade de Rio Claro, Estado de São Paulo, Brasil. Encontra-se no interior das dependências da Universidade Estadual Paulista, no prédio do Departamento de Petrologia e Metalogenia do Instituto de Geociências e Ciências Exatas da Unesp, situado na Avenida 24-A, 1515, no bairro Bela Vista. É aberto à visitação pública.

## Histórico
A criação do museu ocorreu no início dos anos 70, quando teve início o Curso de Geologia na antiga Faculdade de Filosofia Ciências e Letras de Rio Claro. O acervo do Museu começou a ser formado já após 1950, com a vinda do Professor Heinz Ebert, que chegou ao Brasil para trabalhar no Departamento Nacional da Produção Mineral no Rio de Janeiro.
Quando em 1962, o Professor Heinz Ebert mudou-se para Rio Claro para trabalhar na antiga Faculdade de Filosofia, Ciências e Letras, ele  empenhou-se na criação do Curso de Geologia, a partir do Curso de História Natural. Como docente do Curso de Geologia, transferiu para o Museu todo o seu acervo de minerais, rochas, minérios, seções delgadas e polidas, e com a colaboração de professores, alunos e funcionários, iniciou a montagem de várias coleções didáticas para serem utilizadas nas disciplinas Geologia, Mineralogia e Petrologia dos cursos de Geologia, Geografia e Biologia.
Foi em 1976 que o Museu foi oficialmente denominado "Museu Didático de Minerais Minérios e Rochas Prof. Dr. Heinz Ebert", uma homenagem a quem se dedicou com afinco pela sua criação e organização. No período de 1999 a 2000, o Museu foi restaurado e teve toda sua infra-estrutura física modernizada. Foi reinaugurado em setembro de 2000. A partir de então efetuou-se uma nova fase de catalogação do acervo que passou a contar com um banco de dados, acessado e utilizado localmente e de forma remota, por uma ampla gama de usuários da comunidade geocientífica e de outras áreas. Foi também criado, pelo geólogo Prof. Dr. Fábio Braz Machado, hoje na Universidade Federal de São Paulo, o site do Museu de Minerais e Rochas (http://www.rc.unesp.br/museudpm) e publicado uma Enciclopédia sobre Minerais (2002) e um Atlas sobre Rochas (2003). Desde muitos anos o técnico Laerte Aparecido Martins tem se dedicado na organização e conservação do Museu.

## Organização e Acervo
O acervo do Museu "Heinz Ebert" recebe ininterruptas doações, além das coleções de minerais que alunos do Curso de Geologia fazem anualmente na disciplina de Mineralogia, onde são incluídas diversas amostras selecionadas.
Atualmente o Museu é estruturado em quatro módulos:
- Salão de Exposição - compreende área de 140 m² , com um total de 5.600 amostras de minerais e rochas.
- Saguões de Exposição - compreende os saguões de circulação do térreo e 1º andar. Atualmente, conta com 9 expositores verticais em madeira, antigos e parcialmente recuperados, com capacidade para 360 amostras de minerais e rochas.
- Litoteca - compreende um prédio de 140 m², com mais de 25.000 amostras, das mais diferentes regiões geológicas e geográficas do país.
- Laboratório Didático-Científico - uma sala com 60 m², com cerca de 15.000 amostras de minerais rochas e minérios e 1.500 modelos cristalográficos e termodinâmicos em madeira para atender, entre outros, as aulas teóricas e práticas das disciplinas Mineralogia, Petrologia e Geologia Econômica.

O acervo do Museu é constituído pelas seguintes coleções:
- Científicas - minerais avulsos (4.449 espécimes, das quais, 300 são gemas), rochas metamórficas (622 espécimes), rochas ígneas (698 espécimes); rochas sedimentares (369 espécimes), coleção de lâminas delgadas ( 9.000); coleção de seção polida ( 1.000) e coleção de rochas Rosembuch (200 espécimes laminados), rochas depositadas na litoteca,(25.000 espécimes).
- Didáticas - minerais (168 conjuntos 3.500 amostras), rochas (338 conjuntos 10.000 amostras), minérios (75 jazidas 1.500 amostras), lâminas delgadas (2860 unidades), amostra da coleção Ward’s (250 amostras), modelos cristalográficos (163 conjuntos 1.500 unidades), modelos termodinâmicos (100 unidades), pó de minerais (26 vidros), líquido de imersão (10 conjuntos de 10 vidros).